# Minihy-Tréguier

Minihy-Tréguier este o comună în departamentul  Côtes-d'Armor, Franța. În 1 ianuarie 2022 avea o populație de 1.263 de locuitori.